# William Warren
William Warren (1839, Cambridge - 1914) fue un entomólogo inglés especializado en lepidópteros.
William Warren fue educado inicialmente en la Escuela Oakham, y posteriormente se graduó de la Universidad de Cambridge, obteniendo honores clásicos de primera clase. Luego enseñó en la escuela secundaria Doncaster. Hizo amplias recolecciones de microlepidópteros en las islas británicas, especialmente en Wick Fen. Después de dejar la escuela Doncaster, vivió en Chiswick, Londres, donde trabajó especializándose en Pyralidae y Geometridae en el Museo de Historia Natural y más tarde, por la intervención de Albert Günther, para el Museo Tring. Warren hizo viajes de recolección al Punjab, Brasil y Japón. Fue miembro de la Royal Entomological Society de Londres.

## Obras(lista parcial)
- 1894 New genera and species of Geometridae. Novitates Zoologicae, 1(2): 366–466.
- 1895 New species and genera of Geometridae in the Tring Museum. Novitates Zoologicae, 2: 82–159.
- 1896 New Geometridae in the Tring Museum. Novitates Zoologicae, 3: 99–148.
- 1896 New species of Drepanulidae, Uraniidae, Epiplemidae, and Geometridae from the Papuan region. Novitates Zoologicae, 3: 272–306.
- 1896 New species of Drepanulidae, Thyrididae, Uraniidae, Epiplemidae, and Geometridae in the Tring Museum. Novitates Zoologicae, 3: 335–419.
- 1897  New genera and species of moths from the Old-World regions in the Tring Museum. Novitates Zoologicae, 4: 12–130.
- 1897 New genera and species of Thyrididae, Epiplemidae, and Geometridae from South and Central America and the West Indies, in the Tring Museum Novitates Zoologicae 4 : 408-507
- 1898 New species and genera of the families Thyrididae, Uraniidae, Epiplemidae, and Geometridae. Novitates Zoologicae, 5: 5–41.
- 1898 New species and genera of the families Drepanulidae, Thyrididae, Uraniidae, Epiplemidae, and Geometridae from the Old-World regions. Novitates Zoologicae, 5: 221–258.
- 1899 New species and genera of the families Drepanulidae, Thyrididae, Uraniidae, Epiplemidae, and Geometridae from the Old-World regions. Novitates Zoologicae, 6(1): 1–66.
- 1899b New Drepanulidae, Thyrididae, and Geometridae from the Aethiopian region. - Novitates Zoologicae 6(3):288–312
- 1900 New genera and species of Thyrididae and Geometridae from Africa. Novitates Zoologicae, 7: 94–98.
- 1900b New Genera and Species of Drepanulidae, Thryrididae, Epiplemidae and Geometridae from the Indo-Australian and Palaearctic Regions. Novitates Zoologicae, 7:98-116
- 1901 New Thyrididae, Epiplemidae and Geometridae from the Ethiopian region. Novitates Zoologicae, 8: 6–20.
- 1901 Drepanulidae, Thyrididae, Epiplemidae, and Geometridae from the Aethiopian region. Novitates Zoologicae, 8: 202–217.
- 1901 New American Moths. Novitates Zoologicae, 8: 435–492.
- 1902 New African Drepanulidae, Thyrididae, Epiplemidae, and Geometridae in the Tring Museum. Novitates Zoologicae, 9: 487–536.
- 1904 New Drepanulidae, Thyrididae, Uraniidae, and Geometridae from the Aethiopian Region. Novitates Zoologicae, 11: 461–482.
- 1905a New species of Thyrididae, Uraniidae, and Geometridae, from the Oriental Region. Novitates Zoologicae, 12: 6-15
- 1905b Lepidoptera from the Sudan. Novitates Zoologicae, 12: 21-23 pl.IV
- 1905c New Species of Geoometridae from the Aethiopian Region. Novitates Zoologicae, 12: 34-40
- 1905d New American Thyrididae, Uraniidae, and Geometridae. Novitates Zoologicae, 12:307-379
- 1905e New African Thyrididae, Uraniidae, and Geometridae. Novitates Zoologicae, 12: 380–409.
- 1905f New species of Thyrididae, Uraniidae and Geometridae from the Oriental Region. Novitates Zoologicae, 12 :410-447
- 1905g Lepidoptera collected by Mr.W.R.Ogilvie-Grant on the Azores and Madeira in 1903. Novitates Zoologicae, 12: 439-447
- 1909  New species of Uraniidae and geometridae from the Aethiopian region. Novitates Zoologicae, 16: 110–122.
- 1909 Noctuae in Seitz, 1909 Die Gross-Schmetterlinge des Palaearktischen Faunengebietes. 3. Die eulenartigen Nacthfalter Gross-Schmett. Erde 3 : 1-511, pl. 1-75.
- 1911 Description of some new Geometridae and Pyralidae from South Africa. Annals of the South African Museum, 10(1): 19–30.
- 1912 New Noctuidae in the Tring Museum mainly from the Indo-Oriental Region Novitates Zoologicae, 19: 1-57.
- 1912 New Geometridae in the Tring Museum from new Guinea. Novitates Zoologicae, 19: 68-85.
- 1914 New species of Drepanulidae, Noctuidae and Geometridae in the Tring museum. Novitates Zoologicae, 21: 401-425.
- 1915 Some new oriental Cymatophoridae in the Tring museum. Novitates Zoologicae, 22: 154-159.